# قلعه قاضي عليا (مقاطعة دالاهو)
قلعه‌قاضي عليا (بالفارسية: قلعه‌قاضی علیا) هي قرية تقع في كرمانشاه في إيران. يقدر عدد سكانها بـ 33 نسمة .